# Dalailama
Ne doit pas être confondu avec Dalaï-lama.
Genre
Dalailama est un genre de lépidoptères (papillons) ainsi nommé par Otto Staudinger en 1896 en hommage au Dalaï-lama. Il ne contient à l'heure actuelle que deux espèces, dont une découverte seulement en 2006, soit 110 ans après la première.

## Liste d'espèces
- Dalailama bifurca Staudinger, 1896
- Dalailama vadim Witt, 2006